# Персийска котка
Персийската котка е порода дългокосмести домашни котки произхождащи от Древна Персия, дн. Иран. За тяхна прародина се считат още Армения и Турция, Ирак и близките им райони, които те са обитавали в дълбока древност. Именно от този регион през 1626 г. (точно тази година фигурира в литературните източници) животните са пренесени в Европа. Особен интерес предизвикват в Англия, където от XIX век се извършват най-сериозните селекции по отношение на тази порода.

## Външен вид
Персийските котки са с късо, масивно и набито тяло, вратът е къс и масивен, гръдният кош – широк. Характерна е сплесканата муцуна с малък и широк нос, изпъкнали скули и масивна брадичка. Главата на персийката е широка, кръгла, с голяма уста, изпъкнали форми и къс тъп нос. Очите са разположени близо до носа, те са кръгли, големи и изразителни. Погледнати в профил челото и брадичката са в една вертикална линия. Козината задължително е нежна и права, дълга по цялото тяло. Тя може да стигне до дължина 12 см. На врата и гърдите има „яка“ от дълги косми, наричани „жабо“, което се разресва по посока към главата и образува чудно красива „рамка“. От ушите растат дълги снопчета косми, такива снопчета има и между пръстите на лапичките. Опашката също е покрита с дълги косми. Крайниците са къси и стройни, предните са прави с широки и кръгли лапички. Възглавничките им са плътно прилепнали. Всички тези характерни особености са обозначени на английски с непреводимата дума „cobby“ и като термин тя се използва във всички езици. Стандартът позволява всякакви разцветки като към момента са признати над 150 различни вида, а действителният им брой надвишава 300. 

## Разновидности

### Персийска черна
Това несъмнено е един от най-ефектните и разпространени варианти. Предразположението към черния цвят на козината е резултат от доминантния ген B, който много често въздейства и върху другите цветове. Тук трябва да се отбележи, че съвсем не е лесно получаването на котка с качествена черна окраска. Даже за опитните собственици с познания и опит в селективната дейност това се смята за голям успех. Както може да се случи и с другите варианти, при продължително кръстосване на животни с еднакъв цвят, този тип може да загуби характерните признаци на персийката. Освен това при черния цвят се наблюдава тенденция за поява на кафеникав, рижав или сивкав оттенък. Подобни цветови изменения обаче винаги се проявяват при животни с мека козина, при животни с по-твърда и груба козина това явление не се среща.
Черната козина изисква много грижи и особено внимание. Не се препоръчва котки с такъв цвят на козината да се излагат продължително време на пряка слънчева светлина – това води до появата на рижав оттенък. Кафявият нюанс се появява като последица от честото излизване на козината, както и при повишена влажност на въздуха.
Особено ценни са черните персийки с дълга козина, която е оцветена до самия корен на косъма. Собствениците трябва да знаят, че при кръстосване със син котарак, козината на потомството в основата на корена е сивкава, което е нежелателно. Много добри резултати се получават от кръстоската на персийка с бял, двуцветен, червен или червен таби котарак, както и при кръстосване на черен персиец с бяла, костенуркова и костенурково-бяла котка. Смята се, че къпането е особено полезно за персийския тип, тъй като козината става по-нежна и от нея по-лесно се почистват посивелите отмрели косми. В съответствие със стандарта, очите на черната персийска котка трябва да бъдат тъмнооранжеви или с цвят на бакър.
До 7-8-ия месец малките са „ръждиви“ или „шоколадови“ – наситеният антрацитен цвят се оформя едва към 12-18-ия месец след продължителна смяна на козината. В ранна възраст при тях често се наблюдават отделни косъмчета или даже участъци, оцветени в бяло, които с възрастта изчезват. Установено е, че при такива екземпляри качеството на козината е по-добро отколкото при котки, които от ранна възраст са абсолютно черни.
В сравнение с другите разновидности на персийките, черните екземпляри са по-сдържани и даже високомерни.

### Бяла персийска
Според цвета на очите се различават три варианта: синеока, с оранжеви очи с и разноцветни очи – едното око е синьо, а другото оранжево (хетерохромия).
Главното изискване и към трите варианта е белоснежната козина. Това се постига доста трудно, тъй като бялата козина е предразположена към пожълтяване, особено ако в рода си котката е имала много „цветни“ предци. Не бива обаче да се бърка естественият жълт оттенък, който се предава по наследство, с цвета на лошо поддържаната козина – честа причина за жълтия нюанс на козината са старите и мъртви косми. Козината пожълтява и в замърсените участъци на тялото.
Белите котки нямат нищо общо с албиносите, защото техният цвят е обусловен от съответния ген. Разбира се, че и сред котките се срещат албиноси, но те лесно могат да бъдат различени по червеникавите очи – те нямат пигмент и кръвта прозира през капилярите.
По главата между ушите на белите котета (това се отнася не само за персийките, а и за късокосместите породи) може да се появят тъмни, даже и черни петънца с неправилна форма, които по-късно изчезват.
За „базисен“ вариант се смятат белите синеоки котки – при кръстосване с котарак от друг цвят именно от тях са се появили котките с оранжеви очи. Много е важно синият цвят да бъде наситен (колкото по-тъмен, толкова по-добре), за да се различава от светлосиния цвят на полуалбиносите. При белите персийки е нежелателно синият цвят на очите да има зеленикав оттенък.
Белите синеоки котки обикновено не са много плодовити. Котетата почти винаги се раждат с тъмни петънца по главата. До навършване на осем месеца синият цвят на очите постепенно потъмнява. За първи път бялата персийка с оранжеви очи е била стандартизирана като самостоятелен вариант през 1938 година. Любителите на животни я предпочитат пред синеоката, защото наситеният цвят на очите им се запазва по-лесно и те никога не страдат от глухота.
Белите котета с оранжеви очи се раждат от кръстоска с котарак от друг цвят, особено ако той е с наситено оранжеви очи. В този случай цветът на очите се оформя към 8-ия месец, по-късно той не се променя.
Белите котета с разноцветни очи се търсят най-малко, защото бъдещите собственици се страхуват, че разноцветните очи от родителите ще се предадат на потомството. Котетата с разноцветни очи са само бели, при животни с друга окраска на козината подобен феномен не е отбелязан, тъй като техният доминантен ген не може да го наложи.

### Персийска синя
Синият цвят на козината е генетично производен от черния. Владелците на такова „кожухче“ се използват за най-различни комбинации.
Възможни са всички варианти на синия или сиво-синия цвят, но за най-стойностни са обявени животните, чиято козина е с изчистен син цвят, както например, синята с лавандулов оттенък. По-светлата козина има единствен недостатък: в основата си косъмчетата са по-слабо оцветени, в резултат на което вътрешната част на козината е с белезникав нюанс. Това се отчита като дефект, тъй като според стандарта, космите трябва да бъдат равномерно оцветени по цялата си дължина. 
Причината за по-тъмния цвят на козината са мъртвите косъмчета. Независимо от това животното трябва редовно да се разресва. При сините персийки появата на кафяв или ръждив оттенък обикновено е последица от повишена влажност на въздуха или продължително въздействие на пряка слънчева светлина. 
За сериозен недостатък при сините персийки се отчита наличието на рисунка: тези животни би трябвало да се причислят към сините таби. При сините персийки е възможно меката част на носа да бъде значително по-тъмна.
Сини мъжки котета се получават чрез кръстоска на кремаво-синя котка с кремав котарак. 
Често котета се раждат с черни петна и по-тъмна окраска на гърба и крайниците, но с течение на времето цветът на козината се изравнява.

### Персийска червена (ред селф)
Тази окраска е известна много отдавна. Още от самото начало на организираната селективна дейност за развъждане на расови котки в Англия. През 1880 година червената персийска котка е била призната като самостоятелен вариант.
Отначало червеният цвят е гравитирал към оранжевия. Затова днешните червени в миналото (преди Първата световна война) са били наричани оранжеви. От 1930 година те са много популярни в Германия. По време на Втората световна война тяхната селекция е преустановена и са били необходими още 20 години, за да бъде възстановен предишният им брой.
Развъждането на червени персийки е доста сложен процес. За голям успех се счита, ако собственикът получи еднотипно животно с ярка окраска без каквито и да е следи от петна. Най-често тези петна се запазват по муцунката, крайниците и опашката, което е свързано с въздействието на гена на червения цвят. Този наследствен дефект се отстранява много трудно – в резултат на усърдна и продължителна селекция.
Най-предпочитаните оттенъци на червените персийки са пурпурният цвят и цветът на махагон. При оценката на животното обаче, по-голямо значение има не окраската, а козината без каквито и да било фигури. При този тип котки често срещан дефект е бялото крайче на опашката.
Най-ценните екземпляри на червени персийци се получават (като изключим комбинацията червен + червен) от костенуркова котка с червен или червен таби котарак или от котило на червена таби котка, в което по щастлива случайност може да се появи коте без рисунка.

### Персийска кремава
Този вариант е много търсен заради нежната и мека цветова гама на окраската. Особено популярна е персийската кремава в САЩ, откъдето започва родословието на повечето предци на животните, които днес се отглеждат в Европа.
Тази разновидност на персийките трябва да е с пастелено-кремав, бежов или с топлия нюанс на слонова кост. Нежелателен е и прекалено светлият оттенък, тъй като в този случай животното изглежда не толкова ефектно, макар този нюанс да не се отчита като дефект.
Основното изискване към кремавите персийки е цялостна равномерна окраска, без тъмни участъци, ивици или петна. В миналото животни с такива недостатъци са били отстранявани от селектиране, но понастоящем те са приобщени към варианта кремава таби. При подобни екземпляри е желателна ясно контрастиращата рисунка върху гърба, но, за съжаление, тя се проявява много рядко. 
Ако при малките такава рисунка се появи веднага след раждането, важно е да знаем, че и по-късно тя няма да изчезне. При възрастните животни устойчивият кремав цвят се оформя едва към втората или третата зима, а младите котки са с червеникав оттенък. Има случаи, когато някои екземпляри се сдобиват с прекрасно кремаво „кожухче“ още към шестия месец, но това е по-скоро изключение, отколкото закономерност. 
Очите на кремавите персийци са тъмнооранжеви, с цвят на бакър или даже кафяви. Колкото по-тъмни са очите, толкова по-ясно те контрастират на фона на козината, а котката изглежда още по-привлекателна. Обикновено запазването на наситения цвят на очите при следващите поколения не е сложен проблем. Котетата се раждат с по-светли очи, но с времето те потъмняват и придобиват истинския си оттенък. Именно това трябва да се има предвид от селекционерите при избор на коте за расова селекция.
Важно е да се обърне внимание и на големината на ушите: ако по рождение те са прекалено големи, това непропорционално съотношение ще се запази и в зряла възраст.

## Характер и поведение
Персийските котки имат тих, покоряващ нрав; те създават впечатлението за приятен, мирен и лоялен компаньон. Те спокойно и настойчиво молят стопанина си да им обърне внимание и внимателно се взират в очите му; в тях е отразена предаността им. Често докосват с влажния си нос носа на стопанина си. Някои персийки обичат да лежат на рамото му, като в студени дни се превръщат в грейка. Отглеждането на персийска котка е удобно и приятно. Тя създава атмосфера на умиротвореност.
Персийките са забавни и игриви, но, за разлика от другите котки, не се страхуват от децата. Котаракът персиец е по-нежен отколкото персийката. Малките котета персийци са лениви, но любознателни и жизнерадостни.
Лекият и общителен характер на персийските котки на всяка възраст им позволява да общуват с всички членове на семейството и другите домашни животни. Те носят на стопаните си удоволствие много години.
Персийската котка понякога е слабо активна, апатична и обича спокойствието. Тя спасява човека от раздразнителност и нервен срив.

## Здраве
Здравето им е крехко като особено застрашени са очите. Обменните процеси в организма ѝ са леко забавени. Често срещани са заболяванията на млечните жлези, запушване на уретрата, както и опасността от стерилитет. Срещани характерни черти са сълзящите очи и затрудненото дишане.
Как да храним персийските котки